# Democracia islámica

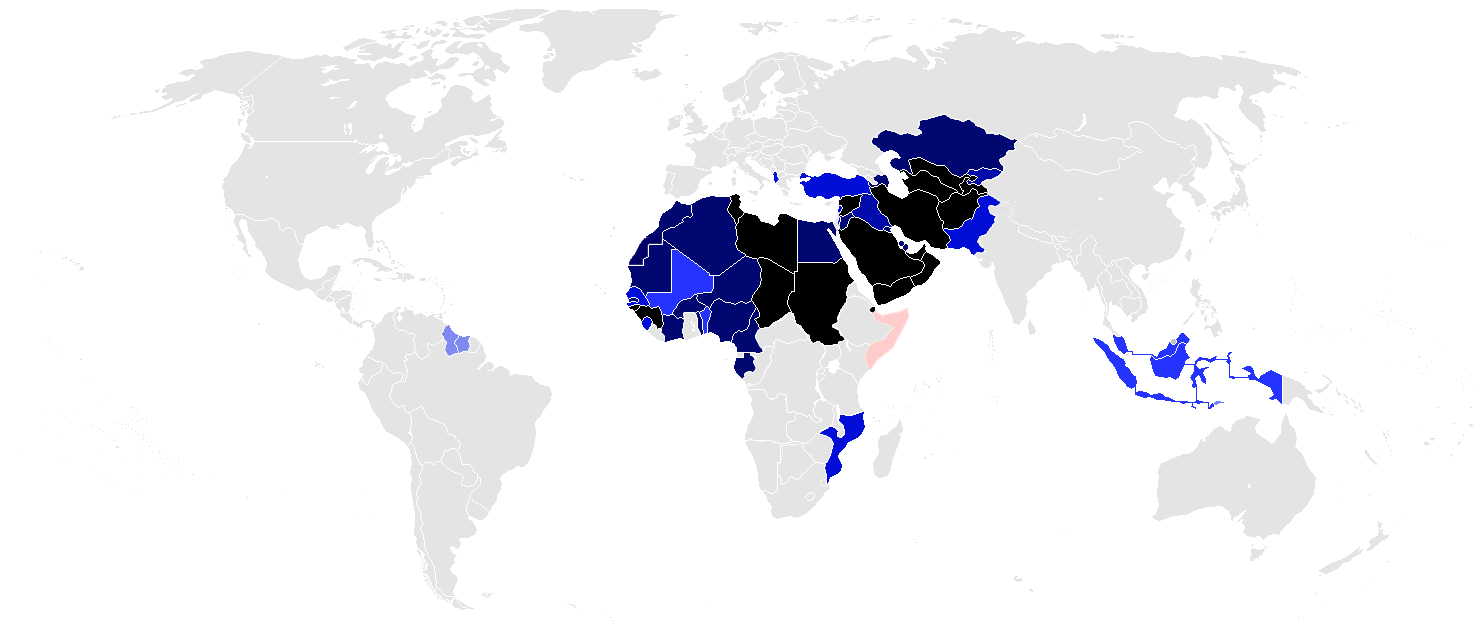
Un mapa del mundo, resaltado en una escala del azul claro al negro, según la puntuación que recibió cada país islámico según la encuesta del Índice de Democracia de The Economist para 2010, en una escala de 10 a 0, siendo 10 el más democrático y el 0 el menos.

Se conoce como democracia islámica a una tendencia ideológica y política que promulga que los principios democráticos son compatibles y complementarios con los valores del Islam y que el islam es una cultura e institución inherentemente democrática.
Para Karim el islam es democrático desde su origen cuando tras la muerte del Profeta Mahoma se discutió la elección de quien sería el líder de la comunidad islámica (Califa) y se dijo que este debía ser electo entre toda la comunidad permitiendo votar a todos los musulmanes y que cualquiera podría ser electo inclusive un esclavo negro. No obstante posterior a los cuatro primeros la elección del Califa en general fue un asunto dinástico y sucesorio. 
Diversas naciones islámicas cuentan con gobiernos democráticos según los estándares occidentales, algunas de ellas son estados seculares como Turquía, Túnez o Indonesia en donde los partidos islámicos asumen un rol similar al de los partidos demócrata cristianos de occidente, en otros casos como el de Irán el gobierno es prácticamente teocrático y el islam y la Sharia son fuentes de legislación pero se realizan procesos electorales para escoger al presidente y a otros cargos públicos. 